# Ливраменто, Тино
Валентино Франсиско Ливраменто (англ. Valentino Francisco Livramento; род. 12 ноября 2002, Кройдон, Большой Лондон), более известный как Тино Ливраменто (англ. Tino Livramento) — английский футболист , защитник клуба «Ньюкасл Юнайтед».

## Карьера
Тино — уроженец города Кройдон, располагающегося в боро Кройдон Большого Лондона. Начинал заниматься футболом в местной команде «Раундшоу». В девять лет пополнил академию «Челси». Выступал за юношеские и молодёжные команды клуба. Участвовал в юношеских лигах УЕФА сезонов 2018/2019 и 2019/2020. В каждом из турниров провёл по одному матчу. В сезоне 2020/2021 года был назван лучшим игроком академии «Челси». В конце сезона включался в заявку основной команды на матчи против «Манчестер Сити» и «Арсенала».
В июле 2021 года появились слухи, что Ливраменто и «Челси» не могут договориться о подписании нового контракта. Сообщалось о заинтересованности в игроке клубов «РБ Лейпциг», «Милан», «Саутгемптон», «Астон Вилла» и «Брайтон». В августа 2021 года Ливраменто подписал пятилетний контракт с «Саутгемптоном». По сообщениям, в соглашении прописана опция, по которой «Челси» может выкупить игрока за 25 млн. фунтов.
14 августа 2021 года Ливраменто дебютировал в Премьер-лиге, выйдя в стартовом составе на матч первого тура сезона 2021/2022 против «Эвертона». «Саутгемптон» проиграл встречу со счётом 1:3, Ливраменто провёл на поле все девяносто минут.
Также Ливраменто выступал за юношеские сборные Англии различных возрастов. Был капитаном в команде юношей до 17 лет.

## Статистика выступлений

### Клубная
| Выступление      | Выступление      | Выступление      | Лига | Лига | Кубок | Кубок | Кубок лиги | Кубок лиги | Итого | Итого |
| Клуб             | Лига             | Сезон            | Игры | Голы | Игры  | Голы  | Игры       | Голы       | Игры  | Голы  |
| ---------------- | ---------------- | ---------------- | ---- | ---- | ----- | ----- | ---------- | ---------- | ----- | ----- |
| Саутгемптон      | Премьер-лига     | 2021/22          | 28   | 1    | 3     | 0     | 1          | 0          | 32    | 1     |
| Саутгемптон      | Премьер-лига     | 2022/23          | 2    | 0    | 0     | 0     | 0          | 0          | 2     | 0     |
| Саутгемптон      | Итого            | Итого            | 30   | 1    | 3     | 0     | 1          | 0          | 34    | 1     |
| Ньюкасл Юнайтед  | Премьер-лига     | 2023/24          | 26   | 1    | 0     | 0     | 0          | 0          | 26    | 1     |
| Ньюкасл Юнайтед  | Итого            | Итого            | 35   | 0    | 0     | 0     | 0          | 0          | 35    | 0     |
| Всего за карьеру | Всего за карьеру | Всего за карьеру | 31   | 1    | 3     | 0     | 1          | 0          | 35    | 1     |